# Pau Carreño
Pau Carreño Vidal (Barcelona, 7 de noviembre de 2001) es un jugador de baloncesto profesional español. Mide 1,92 metros y juega en la posición de escolta en el CB Prat de la Liga LEB Plata.

## Carrera deportiva
Nacido en Barcelona, es un jugador formado en las categorías inferiores del FC Barcelona.
En la temporada 2019-20, con apenas 18 años hace su debut con el Fútbol Club Barcelona "B" de Liga LEB Plata, en el que jugaría durante dos temporadas.
En la temporada 2021-22 firma por el Club Bàsquet Sant Antoni de Liga LEB Plata, logrando promedios de 7.9 puntos y 4.2 rebotes. En su segunda temporada en el club, la 2022-23, promedia 6.7 puntos, 4.2 rebotes y 1.2 asistencias. 
El 3 de agosto de 2023 el Cáceres Patrimonio de la Humanidad anuncia su fichaje por una temporada en lo que sería su debut en la Liga LEB Oro. Participó en 30 partidos con medias de 13.1 minutos, 3.3 puntos y 1.3 rebotes. 
En la temporada 2024-25, firma por el CB Prat de la Liga LEB Plata.

### Selección nacional
Carreño ha sido internacional por España en las categorías de formación, fue campeón de Europa con la selección española sub-18 en 2019 en el torneo disputado en Grecia y miembro de la selección sub-20 en la Fiba Youth European Challenger en 2021.